# 塩化エルビウム(III)
塩化エルビウム(III)(Erbium(III) chloride)は、化学式ErCl3の紫色の固体である。金属エルビウムを作る際に用いられる。

## 合成
無水塩化エルビウム(III)は、塩化アンモニウムを経由して合成される。第一段階では、酸化エルビウム(III)を塩化アンモニウムと一緒に加熱し、五塩化物のアンモニウム塩を作る。
Er2O3 + 10 [NH4]Cl → 2 [NH4]2ErCl5 + 6 H2O + 6 NH3
第二段階では、塩化アンモニウム塩を真空中で350-400℃に加熱し、三塩化物に変換する。

## 構造
塩化アルミニウム(III)型の結晶を作る。単斜晶系で、点群はC2/mである。
六水和物も単斜晶系の結晶となり、点群はP2/n (P2/c) - C42hである。この化合物では、エルビウムは八配位し、[Er(H2O)6Cl2]+イオンを形成する。

## 光学特性
塩化エルビウム(III)溶液は、負性非線形吸収効果を示す。

## 触媒活性
アルコールやフェノールのアシル化、フルフラールへのアミン付与等に触媒作用を示すことが示されている。フリーデル・クラフツ反応を触媒し、ルーシェ還元の際には、塩化セリウム(III)の代わりに用いることができる。